# Kreissparkasse Bersenbrück

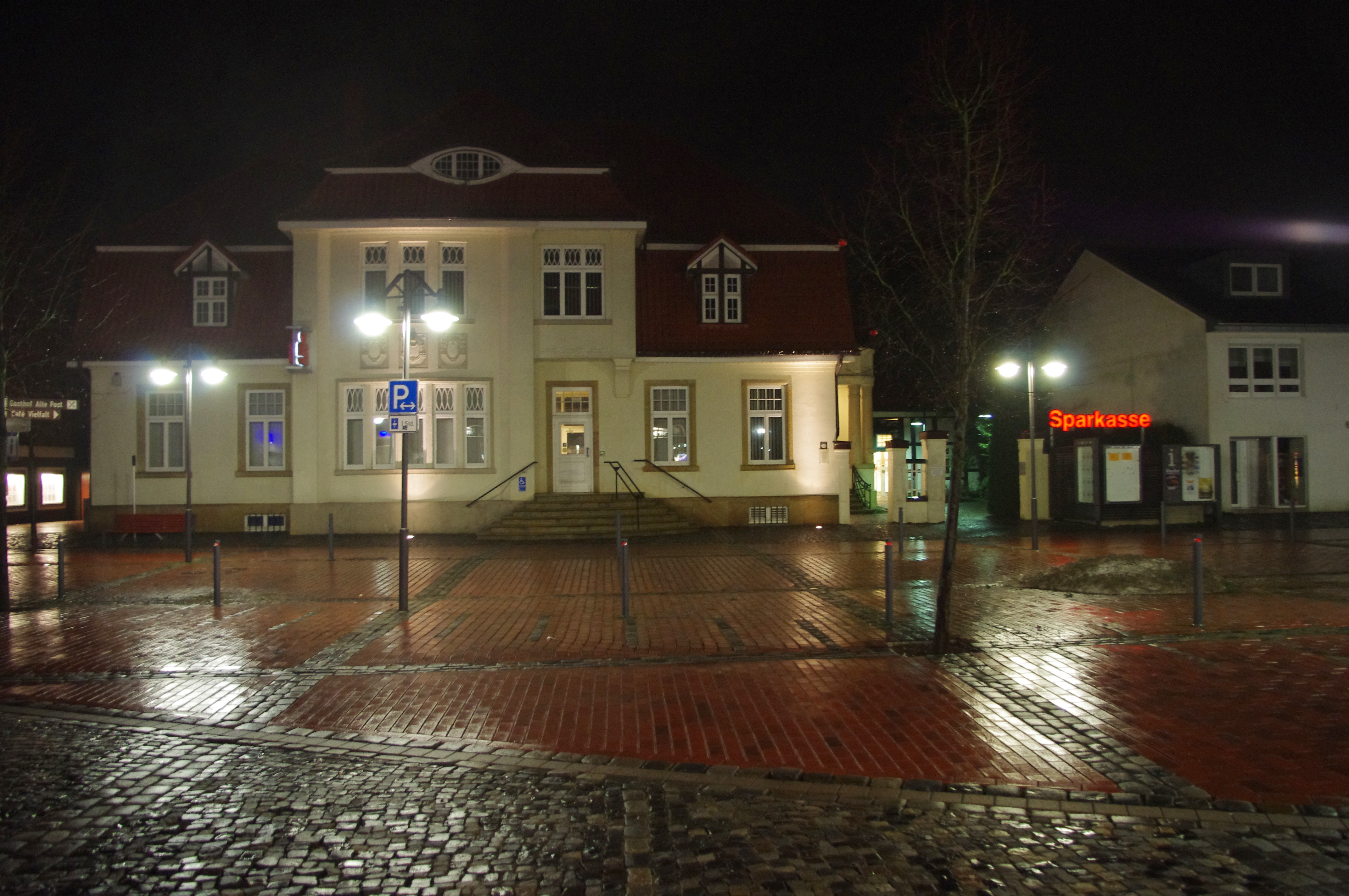
Filiale Bramsche

Die Kreissparkasse Bersenbrück ist eine Sparkasse in Niedersachsen mit Hauptsitz in Bersenbrück. Sie ist eine öffentlich-rechtliche Sparkasse mit dem Geschäftsgebiet des nördlichen Landkreises Osnabrück, dem ehemaligen Landkreis Bersenbrück. 

## Geschichte

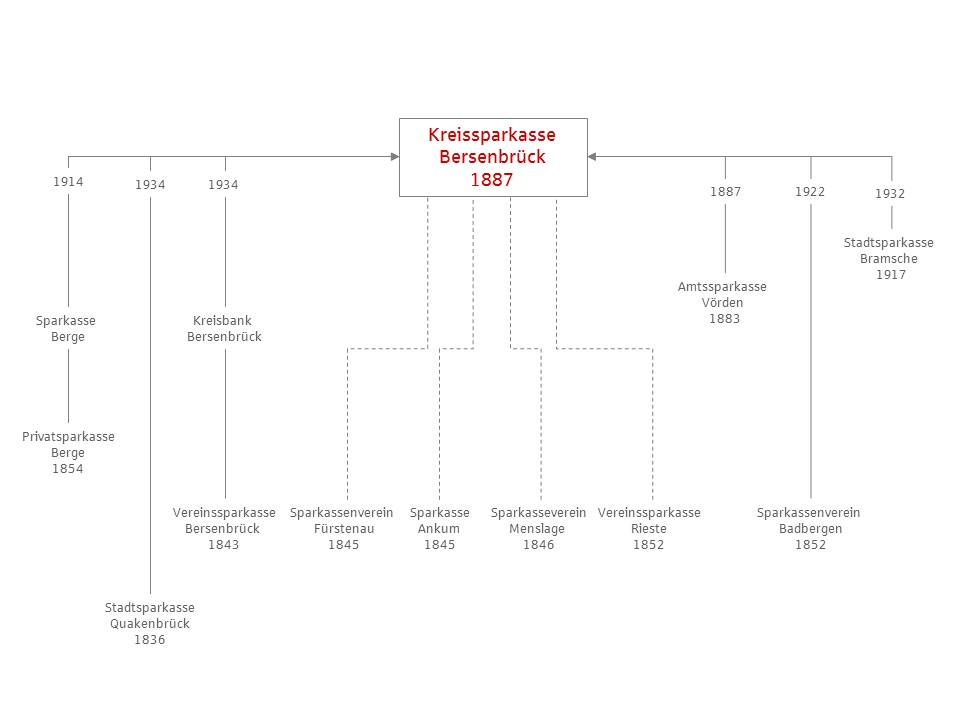
Stammbaum der Kreissparkasse Bersenbrück

Die erste Anregung zur Errichtung der Kreissparkasse ging von Ernst Freiherr von Hammerstein-Loxten aus, dem damaligen Landrat des Kreises Bersenbrück. In der Kreisausschusssitzung am 2. Mai 1885 wurde diesbezüglich ein Antrag eingebracht. Bis zur offiziellen Eröffnung der Kreissparkasse am 1. April 1887 vergingen knapp zwei Jahre.
Bereits vor der offiziellen Gründung bestanden zahlreiche private und kirchliche Sparkassenvereine und Vereinsparkassen im heutigen Geschäftsgebiet. Einige gingen bereits 1887 auf die Kreissparkasse Bersenbrück über.
Die Einlagen am ersten Geschäftstag beliefen sich auf sechs Einzelposten mit einem Gesamtvolumen von 913,91 Mark. Bereits nach dreijährigem Bestehen der Kreissparkasse wuchsen die Spareinlagen auf über eine Million Mark sowie im Jahr 1912 auf über zehn Millionen Mark. Sparen, Leihen und Wohltätigkeit waren die Fundamente einer erfolgreichen und angesehenen Geschichte.
Die älteste Sparkasse in der Region war die Stadtsparkasse Quakenbrück, die 1836 gegründet wurde und 1934 mit der heutigen Kreissparkasse fusionierte. Das Geschäftsgebiet ist der ursprüngliche Landkreis Bersenbrück, der bis Mitte 1972 noch Gewährträger der Kreissparkasse war. Im Wege der Gebietsreform erfolgte durch das sogenannte „Osnabrück-Gesetz“ am 1. Juli 1972 die Verschmelzung der Landkreise Bersenbrück, Osnabrück, Melle und Wittlage zu einem großen Landkreis Osnabrück. Somit ist seit diesem Tag der Landkreis Osnabrück Träger der Kreissparkasse Bersenbrück.
Am 1. April 2012 beging die Kreissparkasse ihr 125-jähriges Jubiläum.

## Organisationsstruktur
Die Kreissparkasse Bersenbrück ist eine Anstalt des öffentlichen Rechts. Als Kreditinstitut unterliegt sie dem KWG. Zudem ist die Kreissparkasse dem niedersächsischen Sparkassengesetz unterstellt. Ergänzend bestimmt sich die Kreissparkasse Bersenbrück durch ihre eigens verfasste Satzung.
Organe der Kreissparkasse sind der Vorstand und der Verwaltungsrat.
Nach § 5 der Satzung besteht der Vorstand aus zwei Mitgliedern und wird durch den Verwaltungsrat für eine Dauer von 5 Jahren bestimmt.
Nach § 7 der Satzung besteht der Verwaltungsrat aus 15 Mitgliedern. Diese setzen sich aus einem Vorsitzenden, neun vom Träger entsandten Mitglieder und fünf Mitgliedern, die nach dem niedersächsischen Personalvertretungsgesetz gewählt werden, zusammen.

## Sparkassenfinanzgruppe
Die Kreissparkasse Bersenbrück ist Teil der Sparkassen-Finanzgruppe und gehört damit auch ihrem Haftungsverbund an. Er sichert den Bestand der Institute und sorgt dafür, dass sie auch im Fall der Insolvenz einzelner Sparkassen alle Verbindlichkeiten erfüllen können.

Die Sparkasse vermittelt Bausparverträge der Landesbausparkasse Berlin-Hannover, offene Investmentfonds der Deka und Versicherungen der VGH Versicherungen. Im Bereich des Leasing arbeitet die Kreissparkasse Bersenbrück mit der Deutschen Leasing zusammen. Die Funktion der Sparkassenzentralbank nimmt die NORD/LB wahr.

## Gesellschaftliches Engagement
Zum 100-jährigen Jubiläum im Jahr 1987 wurde von der Kreissparkasse Bersenbrück ihre gemeinnützige Stiftung gegründet. Seitdem konzentriert sich das Stiftungsengagement auf regionale Initiativen sowie Aufgaben zur Heimat-, Jugend-, Behinderten- und Altenpflege im ehemaligen Landkreis Bersenbrück.
Seit der Errichtung wurden nach eigenen Angaben etwa 500 Projekte von Vereinen, Museen oder sozialen Einrichtungen mit über 1.000.000 Euro gefördert. Das Stiftungskapital beträgt 2,0 Mio. Euro (Stand: 2016).

## Geschäftszahlen
Die Kreissparkasse Bersenbrück wies im Geschäftsjahr 2023 eine Bilanzsumme von 2,353 Mrd. Euro aus und verfügte über Kundeneinlagen von 1,585 Mrd. Euro. Gemäß der Sparkassenrangliste 2023 liegt sie nach Bilanzsumme auf Rang 209. Sie unterhält 22 Filialen/Selbstbedienungsstandorte und beschäftigt 301 Mitarbeiter.
Der ausgewiesene Jahresüberschuss 2016 betrug 4,4 Mio. Euro, die Gewinnausschüttung an den Landkreis Osnabrück belief sich auf 1.030.000 Euro. Die Kreissparkasse Bersenbrück gehört mit zu den größten Steuerzahlern der Region des Altkreises Bersenbrück.